# شونفلد (مکلنبورگ-فورپومرن)
شونفلد (به آلمانی: Schönfeld) یک شهر در آلمان است که در مکلنبورگیشه زنپلاته واقع شده‌است. شونفلد ۴۴۳ نفر جمعیت دارد.